# Hessischer Rechnungshof

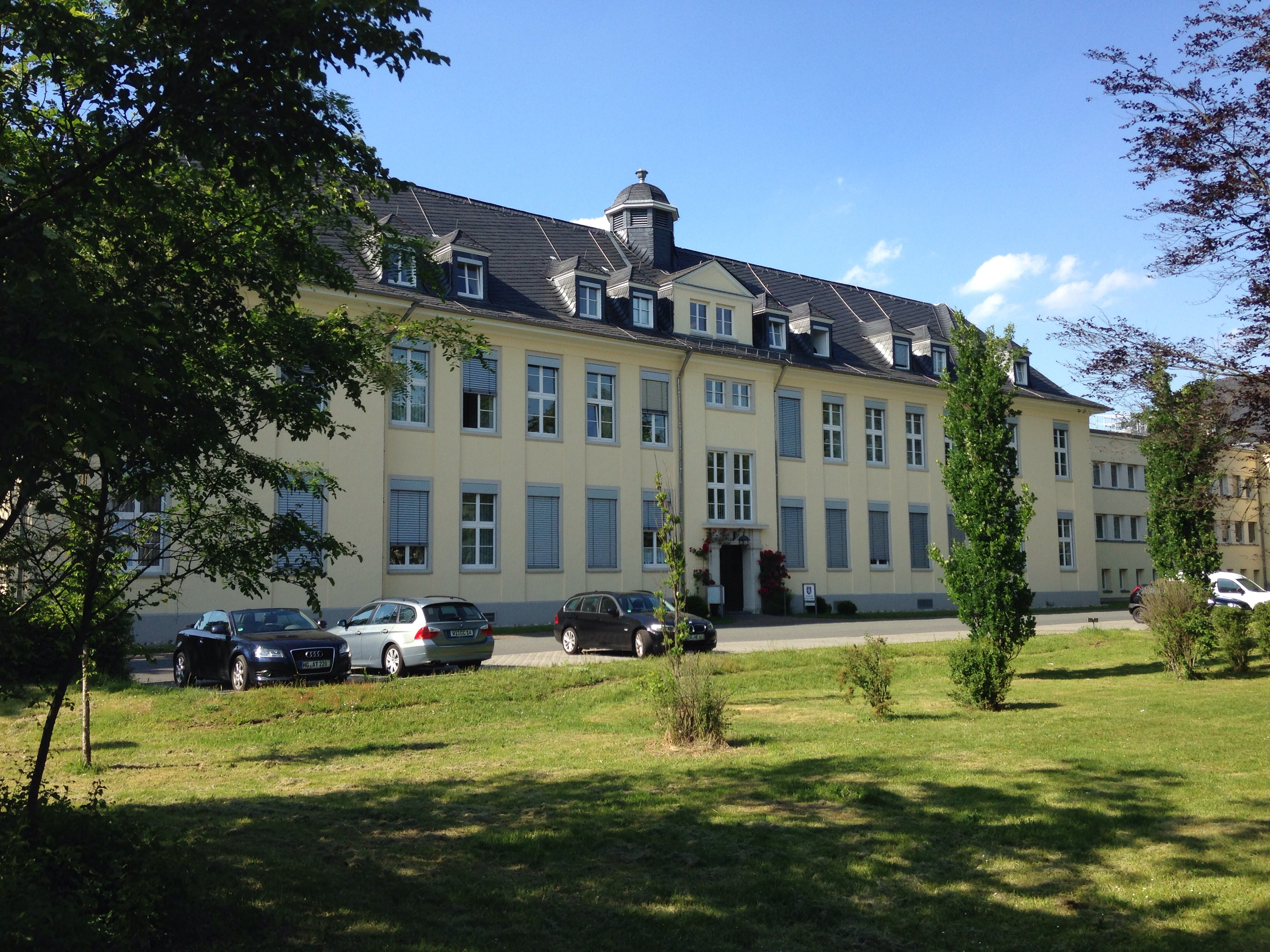
Hessischer Rechnungshof

Der Hessische Rechnungshof (HRH) hat seinen Sitz in Darmstadt und ist eine oberste Landesbehörde. Er ist unabhängig und hat entsprechend der Hessischen Verfassung den Auftrag, die öffentliche Finanzkontrolle der Haushalts- und Wirtschaftsführung des Landes Hessen sicherzustellen. Der Rechnungshof versteht sich nicht nur als Prüfer und Mahner, sondern zunehmend auch als zukunftsorientierter Berater von Parlament und Verwaltung.
Anders als Verwaltungsbehörden, besitzt der Rechnungshof eine Kollegialverfassung. Wichtige Entscheidungen werden durch das sog. Kollegium getroffen, das aus den Mitgliedern des Rechnungshofs besteht. Der Rechnungshof und das untergeordnete Prüfungsamt in Kassel beschäftigen derzeit 239 Mitarbeiter (Rechtswissenschaftler, Wirtschaftswissenschaftler, Ingenieure, Fachhochschulabsolventen verschiedener Richtungen und Fachleute aus allen Verwaltungsbereichen).

## Rechtsgrundlage
Wesentliche Rechtsgrundlagen der Tätigkeit des Hessischen Rechnungshofs sind Art. 144 der Hessischen Verfassung:

„Die Rechnungen über den Haushaltsplan werden vom Rechnungshof geprüft und festgestellt. Die allgemeine Rechnung über den Haushalt jedes Jahres und eine Übersicht der Staatsschulden werden mit den Bemerkungen des Rechnungshofs und der Stellungnahme der Landesregierung zu deren Entlastung dem Landtage vorgelegt.“

sowie die §§ 88 ff.  der Landeshaushaltsordnung (LHO) und das Rechnungshofgesetz.
Daneben sind auch die §§ 53-56 des Haushaltsgrundsätzegesetzes (HGrG), der § 6 Abs. 2 des Hessischen Landesschuldengesetzes (LSchuldG) sowie das  Gesetz zur Regelung der überörtlichen Prüfung kommunaler Körperschaften in Hessen (ÜPKKG) und das Gesetz zur Sicherstellung der Finanzausstattung von Gemeinden und Gemeindeverbänden für den Rechnungshof bedeutend.

## Kollegium
Der Rechnungshof besitzt eine sog. Kollegialverfassung. Das Kollegium des Rechnungshofs trifft die wichtigen Entscheidungen, die für die Behörde von grundlegender Bedeutung sind. Es besteht aus den Mitgliedern des Rechnungshofs (Präsident, Vizepräsident und Direktoren beim Rechnungshof). Präsident und Vizepräsident werden auf Vorschlag der Landesregierung für eine Amtszeit von 12 Jahren durch den Landtag gewählt. Die Mitglieder sind unabhängige Beamte, besitzen richterliche Unabhängigkeit und sind nur dem Gesetz unterworfen. Das Amt des Präsidenten übt derzeit Uwe Becker (CDU) aus.

## Aufgaben
Zu den Aufgaben des Rechnungshofs gehört sowohl die klassische Prüfungstätigkeit als auch die Beratung des Hessischen Landtags und der Hessischen Landesregierung. Jährlich legt der Hessische Rechnungshof dem Hessischen Landtag die sog. Bemerkungen vor.

### Prüfung hessischer Behörden
Prüfungsmaßstäbe sind
- Rechtmäßigkeit,
- Ordnungsmäßigkeit und
- Wirtschaftlichkeit.

Art und Zeit der Prüfungen bestimmen der Rechnungshof sowie sein Prüfungsamt selbst. Sie können vor Ort Erhebungen vornehmen; Akten, Belege und Daten sind dabei uneingeschränkt offenzulegen. Ziel der Prüfungstätigkeit ist es, einen aussagekräftigen Überblick über die Haushalts- und Wirtschaftsführung des Landes zu gewinnen und dabei prüfungsfreie Räume zu vermeiden. Über Festlegung von Prüfungsvorhaben wird im Rahmen der jährlichen Arbeitsplanung entschieden.

### Prüfungsbereiche
- Verwaltungen, Landesbetriebe und Sondervermögen sowie die Betätigung des Landes bei privatrechtlichen Unternehmen, an denen es beteiligt ist, wie z. B. Fraport AG, Messe Frankfurt GmbH
- Landesunmittelbare juristische Personen des öffentlichen Rechts (Körperschaften, Anstalten, Stiftungen) einschließlich der Landesunternehmen in dieser Rechtsform
- Stellen außerhalb der Landesverwaltung, sofern sie Mittel des Landes erhalten (insbesondere Zuwendungen) oder Landesvermögen verwalten.[2]

### Prüfungsarten und -ziele
Es werden verschiedene Prüfungsarten mit jeweils verschiedenen Prüfungszielen unterschieden:
| Prüfungsart                 | Prüfungsziel |
| --------------------------- | --- |
| Allgemeine Prüfung          | Kontrolle der Haushalts- und Wirtschaftsführung                                                                  |
| Schwerpunktprüfung          | Kontrolle der Haushalts- und Wirtschaftsführung                                                                  |
| Querschnittsprüfung         | Kontrolle der Haushalts- und Wirtschaftsführung                                                                  |
| System- und Programmprüfung | Ordnungsmäßigkeit und Zweckmäßigkeit bestimmter Verwaltungsverfahren und Regelwerke                              |
| Begleitende Prüfung         | Prüfung parallel zu einem noch laufenden Vorgang mit dem Ziel, diesen gegebenenfalls noch beeinflussen zu können |
| Maßnahmenprüfung            | Gegenwärtige Prüfung abgeschlossener Planungen (z. B. große Bauvorhaben)                                         |
| Orientierungsprüfung        | Pilotprojekt für Schwerpunkt- und Querschnittsprüfungen                                                          |
| Kontrollprüfung             | Überprüfung, ob beanstandete Mängel abgestellt wurden                                                            |

### Prüfungsablauf
Zunächst erfolgt in einem jährlichen Arbeitsplan die Festlegung der vorgesehenen Prüfungsschwerpunkte. Mit einer Prüfungsankündigung des Rechnungshofs erfolgt die Information der zu prüfenden Behörden, bevor (ggf. vor Ort) die notwendigen Erhebungen durchgeführt werden. Die geprüfte Stelle oder die zuständige Aufsichtsbehörde erhalten eine Prüfungsmitteilung des Rechnungshofs. Die Verwaltung gibt gegenüber dem Rechnungshof eine Stellungnahme ab. Teilt sie die Auffassung des Rechnungshofs, trägt sie den Prüfungsergebnissen in der Folge Rechnung. Teilt sie die Auffassung des Rechnungshofs nicht, erfolgt eine nochmalige Überprüfung durch den Rechnungshof, der daraufhin entweder die Stellungnahme der Verwaltung akzeptiert oder bei Nicht-Akzeptanz unter Umständen eine Aufnahme in die an den Landtag zu richtenden jährlichen Bemerkungen (s. u.) vornimmt.

### Bemerkungen an den Landtag
Jährlich hat der Rechnungshof dem Landtag die sog. Bemerkungen vorzulegen. Die Bemerkungen beinhalten ausgewählte Prüfungsergebnisse. Sie sind Basis für das Verfahren zur Entlastung der Landesregierung durch den Landtag. Der Rechnungshof kann sich zudem jederzeit mit wichtigen Prüfungsergebnissen an Landtag und Landesregierung wenden.

### Neue Prüfungsfelder
Das Land Hessen möchte mit der sog. Neuen Verwaltungssteuerung (NVS) das Verwaltungshandeln wirtschaftlicher und transparenter gestalten. Kennzeichnend sind insbesondere eine stärkere Bürgerorientierung und eine dezentrale Zusammenführung von Fach- und Ressourcenverantwortung. Während für den Rechnungshof früher durch die Rahmenbedingungen der Kameralistik insbesondere Einnahmen und Ausgaben betrachtet wurden (Inputorientierung), steht nun der Nutzen einer Maßnahme und damit die Outputorientierung im Mittelpunkt der Betrachtung. Bedeutsam werde damit kaufmännische Steuerungsinstrumente wie die doppelte Buchführung, die Kosten- und Leistungsrechnung einschließlich Controlling. Schon diese Aufzählung verdeutlicht neue Prüfungsfelder des Rechnungshofs. Inzwischen ist es auch Aufgabe des Rechnungshofs, die Jahresabschlüsse der übrigen obersten Landesbehörden festzustellen.

### Überörtliche Prüfung kommunaler Körperschaften
Die kommunalen Körperschaften in Hessen (Städte, Gemeinden, Landkreise und Zweckverbände), werden vergleichend untersucht. Die Überörtliche Prüfung gewinnt dadurch ein breites Spektrum an Kenntnissen und Erfahrungen aus der kommunalen Praxis. Daraus erwachsen Informationen über Erfolge kommunalen Handelns, werden Schwachstellen aufgedeckt und werden Leistungsverbesserungen und Sparpotenziale aufgezeigt. Die Überörtliche Prüfung wurde dem Präsidenten des Hessischen Rechnungshofs übertragen. Sie unterstützt durch ihre Tätigkeit die kommunalen Entscheidungsträger, ohne Rechts- oder Fachaufsicht zu sein.

### Landesbeauftragter für Wirtschaftlichkeit in der Verwaltung
Analog zur bundesstaatlichen Praxis wurde der Präsident des Hessischen Rechnungshofs von der Landesregierung auch als Landesbeauftragter für Wirtschaftlichkeit in der Verwaltung bestellt. Er wirkt u. a. durch Vorschläge, Gutachten oder Stellungnahmen auf eine wirtschaftliche Erfüllung der Landesaufgaben und eine dementsprechende Organisation der Landesverwaltung hin.

## Präsidenten
- 1946–1962: Wilhelm Boll (bis 1949 kommissarisch)
- 1963–1972: Gustav Höchsmann
- 1972–1978: Bodo Helmholz
- 1978–1986: Otto Rudolf Pulch
- 1986–1989: Wolfgang Maaß
- 1989–2001: Udo Müller
- 2001–2013: Manfred Eibelshäuser
- 2013–2025: Walter Wallmann junior
- seit 2025: Uwe Becker

## Vorläufer und Geschichte
Für das Jahr 1779 enthält der Hessen-Darmstädtische Adresskalender einen Eintrag über die Rentkammer in Darmstadt, nach der ihr ein mit Rechnungs-Justifikatoren und Revisoren besetztes Rechnungsdepartment angegliedert ist. Nach Änderungen in Status und Aufgabenbereich des Rechnungsprüfungswesens wurde 1852 die seit 1821 bestehende Rechnungskammer in eine Oberrechnungskammer umgewandelt und 1879 in ihren Befugnissen aufgewertet. 1937 verlor die Oberrechnungskammer ihre eigenständige Tätigkeit. Auf Länderebene trat (mit Ausnahme Preußens) der Rechnungshof des Deutschen Reiches in Potsdam mit mehreren Außenstellen an die Stelle der obersten Rechnungsprüfungsinstitutionen. Im Juni 1946 nahm der Hessische Rechnungshof in den Räumen des ehemaligen Standortlazarettes in der Eschollbrücker Straße 27 in Darmstadt seine Tätigkeit auf. Mit Art. 144 HV wurde am 1. Dezember 1946 die institutionelle Garantie für den Bestand des Rechnungshofs festgeschrieben. 1970 beschloss der Hessische Landtag das erste Gesetz über den Hessischen Rechnungshof, das 1986 neu gefasst und zuletzt im Jahr 2009 geändert wurde.